# Auxois (provincie)
De Auxois (Latijn : Alesiensis pagus) is een oud land en voormalige provincie van Frankrijk, die sinds 1082 deel uitmaakte van het hertogdom Bourgondië en later ook als een onderprovincie van Bourgondië gezien werd. 
De streek dankt haar naam aan de oude Romeinse stad Alesia. Tegenwoordig bestaat Auxois uit de arrondissementen Avallon en Montbard, respectievelijk in de departementen Yonne en Côte-d'Or.
Een aantal namen van gemeenten in de streek doen nog aan het oude pays denken: Montlay-en-Auxois, Pouilly-en-Auxois, Semur-en-Auxois, Vandenesse-en-Auxois, Villy-en-Auxois, alle in de Côte-d'Or.